# Beszélő hárfa (könyv)
A Beszélő hárfa: Aristid von Würtzler című könyv Würtzler Arisztid hárfás memoárkötete. Bemutatja családi hátterét, zenei tanulmányait, emigrálását az USA-ba, előadói és zenetanári pályáját, valamint a Magyarországra való vissza-visszatéréseinek a nehézségeit. A könyv függelékében életrajzi adatok találhatók.

## Előzmények
Würtzler Arisztid az 1956-os forradalom leverése után emigrált az Egyesült Államokba. Hamar gyökeret eresztett, de nem tett le arról, hogy Magyarországgal kapcsolatokat ápoljon. Már 1964-ben meghívta magához a Hartfordi Egyetemre egykori tanárát, Rohmann Henriket, hogy tartson mesterkurzusokat ott. 1969-ben magyar hárfásokat hívott meg az általa megrendezett első nemzetközi amerikai hárfaversenyre, anyagi támogatást is nyújtva az utazóknak. A nyolcvanas évektől gyakrabban járt haza, majd az 1990-es rendszerváltáskor rendszeressé vált a magyarországi tevékenysége. A könyv ennek a munkának a megalapozása volt, bemutatkozás a hazai közönségnek.

## Leírás
A visszaemlékezéseket Juhász Előd és Kaposi Kis István jegyezte le magnófelvételek alapján, és ők készítették a könyv utolsó fejezetében található interjút Würtzlerrel.
A könyv számos fekete-fehér és színes fotót (portrét, plakátot, újságcikkeket, leveleket és riportfotót) tartalmaz Würtzlerről és együtteséről, a New York Harp Ensemble kamaraegyüttesről. Látható például Szent II. János Pál pápa, Marton Éva, George H. W. Bush és felesége, Jimmy Carter és felesége, Ronald Reagan és felesége, I. Baldvin belga király, Kodály Zoltán, Serly Tibor, Vera Dulova, Rohmann Henrik, Pierre Jamet.
Az együttes tagjairól is sok fotó van a könyvben. Többek közt Barbara Pniewska-ról, Würtzler feleségéről, valamint Eva Jaslarról, aki a házaspár mellett ugyancsak alapítótag volt az együttesben.
A könyvhöz Marton Éva operaénekesnő adott ajánlást, aki lemezt készített Würtzlerékkel.
A könyv függelékében Würtzler tanulmányairól, zenekari tagságairól, hárfatanári munkájáról, kitüntetéseiről, lemezeiről, szerzeményeiről stb. találhatók adatok.
A szakirodalom szegényessége miatt alapvető jelentőségű a könyv Würtzler élete és a New York Harp Ensemble története tanulmányozásához.